# Championnats d'Europe de gymnastique artistique masculine 1994
Navigation
Édition précédente Édition suivante
Le 21e championnat d'Europe de gymnastique artistique masculine s'est déroulé à Prague en 1994.

## Résultats

### Concours par équipe
| Rang               | Pays        | Gymnastes | Total |
| ------------------ | ----------- | --------- | ----- |
| Médaille d'or      | Biélorussie |           |       |
| Médaille d'argent  | Russie      |           |       |
| Médaille de bronze | Allemagne   |           |       |

### Concours général individuel
| Rang               | Gymnaste                | Total |
| ------------------ | ----------------------- | ----- |
| Médaille d'or      | Ivan Ivankou (BLR)      |       |
| Médaille d'argent  | Igor Korobchinsky (UKR) |       |
| Médaille de bronze | Yevgeniy Shabayev (RUS) |       |

### Finales par engins

#### Sol
| Rang              | Gymnaste                | Total |
| ----------------- | ----------------------- | ----- |
| Médaille d'or     | Ivan Ivanov (BUL)       |       |
| Médaille d'argent | Ivan Ivankou (BLR)      |       |
| Médaille d'argent | Dmitriy Vasilenko (RUS) |       |

#### Cheval d'arçon
| Rang               | Gymnaste               | Total |
| ------------------ | ---------------------- | ----- |
| Médaille d'or      | Marius Urzică (ROU)    |       |
| Médaille d'argent  | Éric Poujade (FRA)     |       |
| Médaille de bronze | Vitaliy Marinich (UKR) |       |

#### Anneaux
| Rang               | Gymnaste                   | Total |
| ------------------ | -------------------------- | ----- |
| Médaille d'or      | Yuri Chechi (ITA)          |       |
| Médaille d'argent  | Andreas Wecker (GER)       |       |
| Médaille de bronze | Szilveszter Csollany (HUN) |       |

#### Saut
| Rang               | Gymnaste               | Total |
| ------------------ | ---------------------- | ----- |
| Médaille d'or      | Vitaly Scherbo (BLR)   |       |
| Médaille d'argent  | Cristian Leric (ROU)   |       |
| Médaille de bronze | Magnus Rosengren (SWE) |       |

#### Barres parallèles
| Rang               | Gymnaste                | Total |
| ------------------ | ----------------------- | ----- |
| Médaille d'or      | Alexei Nemov (RUS)      |       |
| Médaille d'or      | Rustam Sharipov (UKR)   |       |
| Médaille de bronze | Igor Korobchinsky (UKR) |       |
| Médaille de bronze | Yevgeniy Shabayev (RUS) |       |

#### Barre fixe
| Rang               | Gymnaste                | Total |
| ------------------ | ----------------------- | ----- |
| Médaille d'or      | Aljaž Pegan (SVN)       |       |
| Médaille d'argent  | Vitaly Scherbo (BLR)    |       |
| Médaille de bronze | Yevgeniy Shabayev (RUS) |       |

## Tableau des médailles
| 1 | {{country data {{{1}}} | Pays/callback | name = | variant= | size= }} | ? | ? | ? | ? |
| 2 | {{country data {{{1}}} | Pays/callback | name = | variant= | size= }} | ? | ? | ? | ? |
| 3 | {{country data {{{1}}} | Pays/callback | name = | variant= | size= }} | ? | ? | ? | ? |
| 4 | {{country data {{{1}}} | Pays/callback | name = | variant= | size= }} | ? | ? | ? | ? |
| 5 | {{country data {{{1}}} | Pays/callback | name = | variant= | size= }} | ? | ? | ? | ? |
| 6 | {{country data {{{1}}} | Pays/callback | name = | variant= | size= }} | ? | ? | ? | ? |
| 7 | {{country data {{{1}}} | Pays/callback | name = | variant= | size= }} | ? | ? | ? | ? |
| 8 | {{country data {{{1}}} | Pays/callback | name = | variant= | size= }} | ? | ? | ? | ? |